# Team CSC 2007
Questa voce raccoglie le informazioni riguardanti il Team CSC nelle competizioni ufficiali della stagione 2007.

## Stagione
Come UCI ProTour Team, la CSC prese parte alle gare del circuito UCI ProTour. Nel circuito Pro arrivarono tredici vittorie, mentre in quello Continental, 17. La squadra chiuse in prima posizione nella classifica ProTour.

## Organico

### Staff tecnico
TM=Team Manager, DS=Direttore Sportivo.
|  | Naz.                 | Ruolo | Sportivo         |  |  |  |
|  | -------------------- | ----- | ---------------- |  |  |  |
|  | Danimarca (bandiera) | TM    | Bjarne Riis      |  |  |  |
|  | Danimarca (bandiera) | DS    | Kim Andersen     |  |  |  |
|  | Francia (bandiera)   | DS    | Alain Gallopin   |  |  |  |
|  | Danimarca (bandiera) | DS    | Carsten Jeppesen |  |  |  |
|  | Danimarca (bandiera) | DS    | Dan Frost        |  |  |  |
|  | Australia (bandiera) | DS    | Scott Sunderland |  |  |  |

### Rosa
|  | Naz.                   |  | Sportivo             | Anno |  |  |
|  | ---------------------- |  | -------------------- | ---- |  |  |
|  | Norvegia (bandiera)    |  | Kurt-Asle Arvesen    | 1975 |  |  |
|  | Danimarca (bandiera)   |  | Lars Bak             | 1980 |  |  |
|  | Danimarca (bandiera)   |  | Michael Blaudzun     | 1973 |  |  |
|  | Danimarca (bandiera)   |  | Matti Breschel       | 1984 |  |  |
|  | Svizzera (bandiera)    |  | Fabian Cancellara    | 1981 |  |  |
|  | Spagna (bandiera)      |  | Íñigo Cuesta         | 1969 |  |  |
|  | Australia (bandiera)   |  | Matthew Goss         | 1986 |  |  |
|  | Ucraina (bandiera)     |  | Volodymyr Hustov     | 1977 |  |  |
|  | Argentina (bandiera)   |  | Juan José Haedo      | 1981 |  |  |
|  | Danimarca (bandiera)   |  | Allan Johansen       | 1971 |  |  |
|  | Stati Uniti (bandiera) |  | Bobby Julich         | 1971 |  |  |
|  | Danimarca (bandiera)   |  | Kasper Klostergaard  | 1983 |  |  |
|  | Russia (bandiera)      |  | Aleksandr Kolobnev   | 1981 |  |  |
|  | Paesi Bassi (bandiera) |  | Karsten Kroon        | 1976 |  |  |
|  | Svezia (bandiera)      |  | Marcus Ljungqvist    | 1974 |  |  |
|  | Danimarca (bandiera)   |  | Anders Lund          | 1985 |  |  |
|  | Danimarca (bandiera)   |  | Lars Michaelsen      | 1969 |  |  |
|  | Australia (bandiera)   |  | Stuart O'Grady       | 1973 |  |  |
|  | Danimarca (bandiera)   |  | Martin Pedersen      | 1983 |  |  |
|  | Australia (bandiera)   |  | Luke Roberts         | 1977 |  |  |
|  | Spagna (bandiera)      |  | Carlos Sastre        | 1975 |  |  |
|  | Lussemburgo (bandiera) |  | Fränk Schleck        | 1980 |  |  |
|  | Lussemburgo (bandiera) |  | Andy Schleck         | 1985 |  |  |
|  | Danimarca (bandiera)   |  | Chris Anker Sørensen | 1984 |  |  |
|  | Danimarca (bandiera)   |  | Nicki Sørensen       | 1975 |  |  |
|  | Stati Uniti (bandiera) |  | Christian Vandevelde | 1977 |  |  |
|  | Germania (bandiera)    |  | Jens Voigt           | 1971 |  |  |
|  | Stati Uniti (bandiera) |  | David Zabriskie      | 1979 |  |  |

## Palmarès

### Corse a tappe
- Parigi-Nizza

3ª tappa (Aleksandr Kolobnev)
- Vuelta al País Vasco

4ª tappa (Jens Voigt)
- Giro d'Italia

8ª tappa (Kurt-Asle Arvesen)
- Tour de Suisse

1ª tappa (Fabian Cancellara)
4ª tappa (Frank Schleck)
9ª tappa (Fabian Cancellara)
- Tour de France

Cronoprologo (Fabian Cancellara)
3ª tappa (Fabian Cancellara)
- Deutschland Tour

2ª tappa (cronosquadre)
8ª tappa (Jens Voigt)
Classifica generale (Jens Voigt)
- Tour de Georgia

7ª tappa (Juan José Haedo)
- Tour of California

2ª tappa (Juan José Haedo)
3ª tappa (Jens Voigt)
6ª tappa (Juan José Haedo)
- Critérium du Dauphiné Libéré

2ª tappa (Jens Voigt)
Classifica generale (Jens Voigt)
- Tour de Wallonie

5ª tappa (Lars Ytting Bak)
- Post Danmark Rundt

2ª tappa (Matti Breschel)
3ª tappa (Kurt-Asle Arvesen)
Classifica generale (Kurt-Asle Arvesen)
- Tour of Britain

3ª tappa (Matthew Goss)
- Tour of Ireland

2ª tappa (Matti Breschel)

### Corse in linea
- Monte Paschi Eroica (Aleksandr Kolobnev)
- Giro dell'Emilia (Fränk Schleck)
- Parigi-Roubaix (Stuart O'Grady)
- Rund um Köln (Juan José Haedo)
- Eindhoven Team Time Trial
- Grand Prix Herning (Kurt-Asle Arvesen)
- Philadelphia International Championship (Juan José Haedo)

### Campionati nazionali
- Campionati danesi

Cronometro (Lars Ytting Bak)
- Campionati norvegesi

Cronosquadre (Kurt-Asle Arvesen)
- Campionati svizzeri

Cronometro (Fabian Cancellara)
- Campionati statunitensi

Cronometro (David Zabriskie)

## Classifiche UCI

### UCI ProTour
Piazzamenti dei corridori del Team CSC nella classifica individuale dell'UCI ProTour 2007.
| Pos. | Ciclista             | Punti |
| ---- | -------------------- | ----- |
| 12   | Carlos Sastre        | 127   |
| 16   | Andy Schleck         | 111   |
| 17   | Fränk Schleck        | 101   |
| 23   | Stuart O'Grady       | 79    |
| 140  | Aleksandr Kolobnev   | 7     |
| 25   | Jens Voigt           | 78    |
| 63   | David Zabriskie      | 38    |
| 69   | Fabian Cancellara    | 32    |
| 78   | Karsten Kroon        | 30    |
| 84   | Chris Anker Sørensen | 22    |
| 104  | Matthew Goss         | 11    |
| 107  | Michael Blaudzun     | 10    |
| 111  | Bobby Julich         | 10    |
| 113  | Marcus Ljungqvist    | 10    |
| 115  | Luke Roberts         | 10    |
| 116  | Christian Vandevelde | 10    |
| 120  | Kurt-Asle Arvesen    | 8     |
| 140  | Aleksandr Kolobnev   | 7     |
| 204  | Matti Breschel       | 2     |
| 237  | Anders Lund          | 1     |

Squadra
La squadra Team CSC chiuse in prima posizione con 392 punti.